# Xian de Xinchang
Pour les articles homonymes, voir Xinchang.
Le xian de Xinchang (新昌县 ; pinyin : Xīnchāng Xiàn) est un district administratif de la province du Zhejiang en Chine. Il est placé sous la juridiction administrative de la ville-préfecture de Shaoxing.

## Démographie
La population du district était de 434 360 habitants en 1999.